# Bockenem
Bockenem [ˈboːkənəm] ist eine Stadt im Zentrum des Ambergaus, die im Landkreis Hildesheim in Niedersachsen (Deutschland) liegt. Am 1. Januar 2015 lebten in der Kernstadt Bockenem 4300 Einwohner und im gesamten Stadtgebiet mit allen angeschlossenen Stadtteilen waren es 10.428.

## Geographie

### Geographische Lage
Bockenem und die zu seinem Stadtgebiet gehörenden umliegenden Ortschaften liegen im Ambergau. Dieser misst etwa neun mal zehn Kilometer und ist Teil der Beckenlandschaft des nordwestlichen Harzvorlandes. Durchflossen wird das Ambergaubecken in Süd-Nord-Richtung von der Nette und begrenzt auf seiner Nordseite vom Rees-Wein-Buchberg-Zug, im Süden vom Jerzer Höhenzug, im Osten vom Hainberg und der Braunen Heide und im Südwesten von der Harplage. Die Entfernung auf der Bundesstraße 243 zur Harzrandstadt Seesen im Süden beträgt 16 Kilometer und die nach Norden in die Bischofsstadt Hildesheim, die zugleich Sitz des Landkreises ist, 25 Kilometer.

### Stadtgliederung
Das politische Gebilde der heutigen Stadt Bockenem entstand am 1. März 1974 im Zuge der damaligen Gebiets- und Verwaltungsreform. Dabei wurde die selbständige Stadt Bockenem mit allen umliegenden Dörfern im Ambergau zusammengelegt und gleichzeitig die bis dahin bestehende politische Teilung dieses Gebietes in einen Hildesheimer Ambergau links und einen braunschweigischen rechts der Nette beseitigt. Zu Bockenem gehören die folgenden dörflichen Ortschaften (in Klammern ihre Einwohnerzahl am 1. Januar 2015): Bönnien (472), Bornum (1161), Bültum (136), Groß Ilde (196), Hary (339), Jerze (175), Klein Ilde (61), Königsdahlum (372), Mahlum (493), Nette (421), Ortshausen (236), Schlewecke (562), Störy (230), Upstedt (217), Volkersheim (853), Werder (118) und Wohlenhausen (86).

### Nachbargemeinden
Bockenems politische Nachbargemeinden sind im Norden Holle, im Süden Seesen, im Westen Lamspringe und im Nordwesten Bad Salzdetfurth, im Osten Langelsheim.

## Geschichte
Bockenem und der gesamte Kernraum des Ambergaus gehören hinsichtlich ihrer frühen Siedlungsgeschichte in die erste Landnahmezeit vor 600 n. Chr. Die erste schriftliche Nennung von bukenem datiert aus dem Jahre 1154, als dem Goslarer Kloster Riechenberg dortiger Besitz bestätigt wurde. Eine zeitlich frühere Angabe aus dem Jahr 1131, mit der frühere Besitzansprüche geltend gemacht werden sollten, hat sich als Fälschung erwiesen.
Die frühen Schreibungen des Ortsnamens sind bukenem, bukeneím, bokenum und bukenem. Interpretiert werden sie als „Heimstatt in einem Buchenwald“.
Die Aufwertung des zentral im Ambergau gelegenen Dorfes Bockenem zu einer Stadt erfolgte innerhalb eines längeren Prozesses. Er endete am 16. Oktober des Jahres 1300 mit der Stadtrechtsverleihung nach Hildesheimer und Goslarer Recht durch die Grafen Konrad I. und Johann I. von Wohldenberg. Bereits 1314 verkaufte Johann I. von Wohldenberg die junge Stadt an den Hildesheimer Bischof Heinrich II. Zuvor hatte er das Lehensrecht der Wohldenberger dem Reichskloster Gandersheim gegenüber am 15. März 1314 gekündigt.
Von 1314 an gehörte Bockenem bis 1523 zum Hochstift Hildesheim. Seine Lage an dessen südlicher Grenze gegen das Gebiet des Herzogtums Braunschweig bewirkte in den Folgejahrzehnten einen schnellen inneren Ausbau und den Bau einer Befestigung mit Stadtmauer, Türmen, Wall und Graben. Das von der Stadtmauer umschlossene Gebiet maß etwa 400 × 400 Meter. 1390 wurde eine vermutlich vom Hildesheimer Bischof gebaute Burg erwähnt, die bis 1513 meist verpfändet war. Im Dreißigjährigen Krieg wurde sie stark zerstört, danach verfiel sie und war nach 1785 verschwunden. An der Burgstelle wurde nach 1847 ein als Junkernhof bezeichnetes Fachwerkhaus gebaut.
Im Verlauf des 14. und 15. Jahrhunderts erlebte die Stadt mit der Bildung von zahlreichen Gilden auch wirtschaftlich einen Aufschwung. Handelsverbindungen bestanden vorwiegend nach Hildesheim und Braunschweig. Ihrer wirtschaftlichen und politischen Bedeutung entsprechend trat die Stadt am 10. April 1427 dem Verbund der Sächsischen Hanse bei.
Die positive Entwicklung, die gleichsam als Blütezeit bezeichnet werden kann, endete mit dem Ausbruch der Hildesheimer Stiftsfehde 1519, in der sich das Bistum Hildesheim und das Herzogtum Braunschweig gegenüberstanden. Der Krieg zog sich drei Jahre hin und hinterließ schwere Schäden. Für Bockenem kam 1522 ein Stadtbrand hinzu, der drei Viertel aller Gebäude einäscherte. Beim Friedensschluss des Jahres 1523 gelangte Bockenem an das Herzogtum Braunschweig, wo es bis 1643 verblieb. In dieser Zeit wurde die Stadt nach einer am 19. Oktober 1542 erfolgten Visitation des Reformators Johannes Bugenhagen protestantisch. In die Braunschweiger Zeit fiel der Dreißigjährige Krieg, der in der Stadt und in ihrem Umland erhebliche Zerstörungen hinterließ, von ihr hohe Kontributionen forderte und obendrein die Pest brachte. Die Bevölkerung verringerte sich um ein Drittel. Nach einem am 9. April 1643 geschlossenen Sonderfrieden fiel Bockenem zusammen mit den westlich der Nette gelegenen Dörfern zurück an das Bistum Hildesheim, während die sechs Dörfer rechts des Flusses bei Braunschweig verblieben. Diese politische Teilung des Ambergaus dauerte bis 1974.
Die nachfolgende Periode bis etwa 1850 brachte in den Jahren 1685, 1785 und 1847 schwerste Stadtbrände, welche die Stadt in ihrer Entwicklung immer wieder zurückwarfen. Dadurch verlor sie an Bedeutung. Die Folgen des Brandes vom 9. April 1847, bei dem 235 der 325 Wohngebäude völlig eingeäschert wurden, waren nach einem vom Bürgermeister Buchholz organisierten Wiederaufbau erst um 1870 behoben. Von da an setzte wieder ein Aufschwung ein, doch der Ackerbürgercharakter Bockenems blieb weiterhin erhalten. Mit der Turmuhren- und Glockenfabrik Weule, einer Zucker- und einer Konservenfabrik entstanden die ersten Industriebetriebe, und 1887 erhielt die Stadt den Anschluss an die Bahnverbindung zwischen Derneburg und Seesen. Die Wohnbebauung ging erst ab 1870 über die vormalige mittelalterliche Stadtbefestigung hinaus. Die Einwohnerzahl erreichte zu dieser Zeit 1900 Personen und stieg bis zur Jahrhundertwende auf etwa 2400 Personen.
In seiner Mittellage zwischen Seesen und Hildesheim behielt Bockenem seinen Charakter als Kleinstadt bei. In der Zeit des Nationalsozialismus galt Bockenem als eine Hochburg der Nationalsozialisten. Die Folgen des Zweiten Weltkrieges mit Heimatvertriebenen und Flüchtlingen brachten eine Verdoppelung der Bevölkerung. Die Insolvenz der bis dahin prägenden großen Betriebe und auch zahlreiche Neugründungen führten ab den 1960er Jahren zu einem erheblichen Siedlungsausbau. Seit der Jahrtausendwende leidet die Stadt unter dem demographischen Wandel und dem damit verbundenen Bevölkerungsverlust, der Abwanderung jüngerer Personen und erheblichen Einbrüchen des traditionellen Geschäftslebens.
Einwohnerentwicklung des Ortes Bockenem

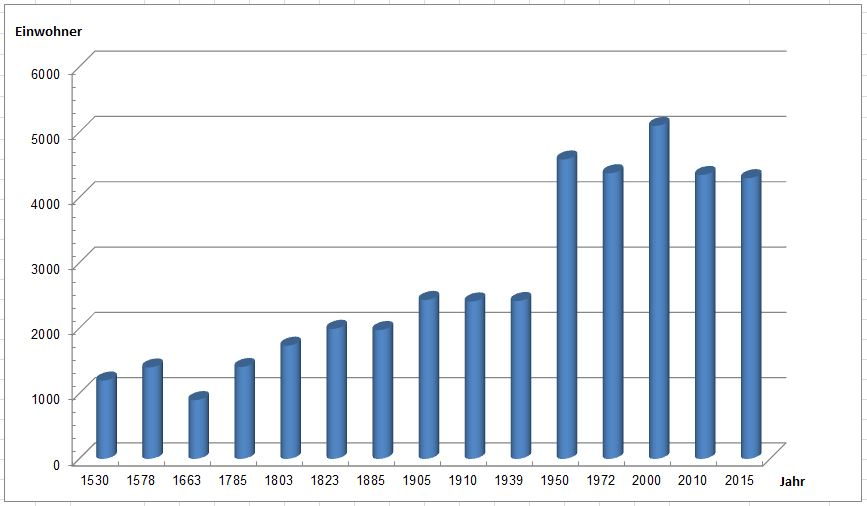
Einwohnerentwicklung der Stadt Bockenem

| Jahr | Einwohner |
| ---- | --------- |
| 1530 | ca. 1200  |
| 1578 | ca. 1400  |
| 1663 | ca. 900   |
| 1785 | 1407      |
| 1803 | 1734      |

| Jahr | Einwohner |
| ---- | --------- |
| 1823 | 1992      |
| 1885 | 1974      |
| 1905 | 2435      |
| 1910 | 2412      |
| 1939 | 2418      |

| Jahr | Einwohner |
| ---- | --------- |
| 1950 | 4587      |
| 1972 | 4376      |
| 2000 | 5100      |
| 2010 | 4349      |
| 2015 | 4300      |

## Religion
Das Gros der Einwohnerschaft gehört der evangelisch-lutherischen Kirche an. Räumlicher Mittelpunkt ist das Kirchenareal hinter dem Markt auf dem Papenberg mit St. Pankratius, dem Gemeindehaus und der vormaligen Superintendentur, in der sich die Wohnung des Stadtpfarrers und das Kirchengemeindebüro befinden.
Die kleine katholische Gemeinde wird mittlerweile vom Pfarramt Seesen aus betreut. In der St.-Clemens-Kirche im Straßenzug Am Alten Friedhof finden jedoch weiterhin Gottesdienste statt.
Kleinere Gemeinschaften bestehen in der Kernstadt mit der Neuapostolischen Kirche und den Adventisten und in Bornum mit einer Freien Christengemeinde.
Die evangelisch-lutherischen Gemeinden auf den Dörfern haben strukturelle Veränderungen durchmachen müssen.

Kirchengebäude in Bockenem
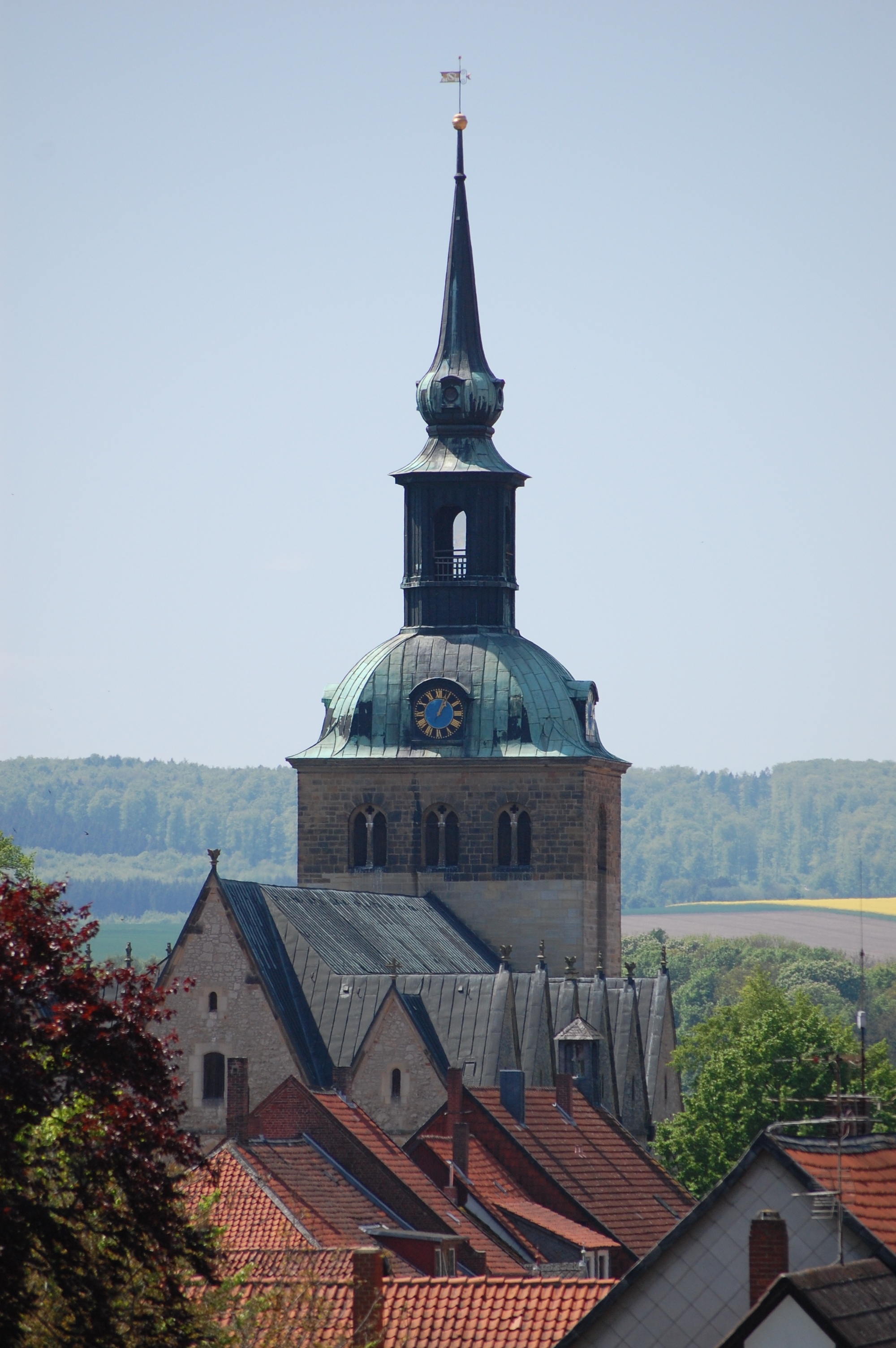
St.-Pankratius-Kirche
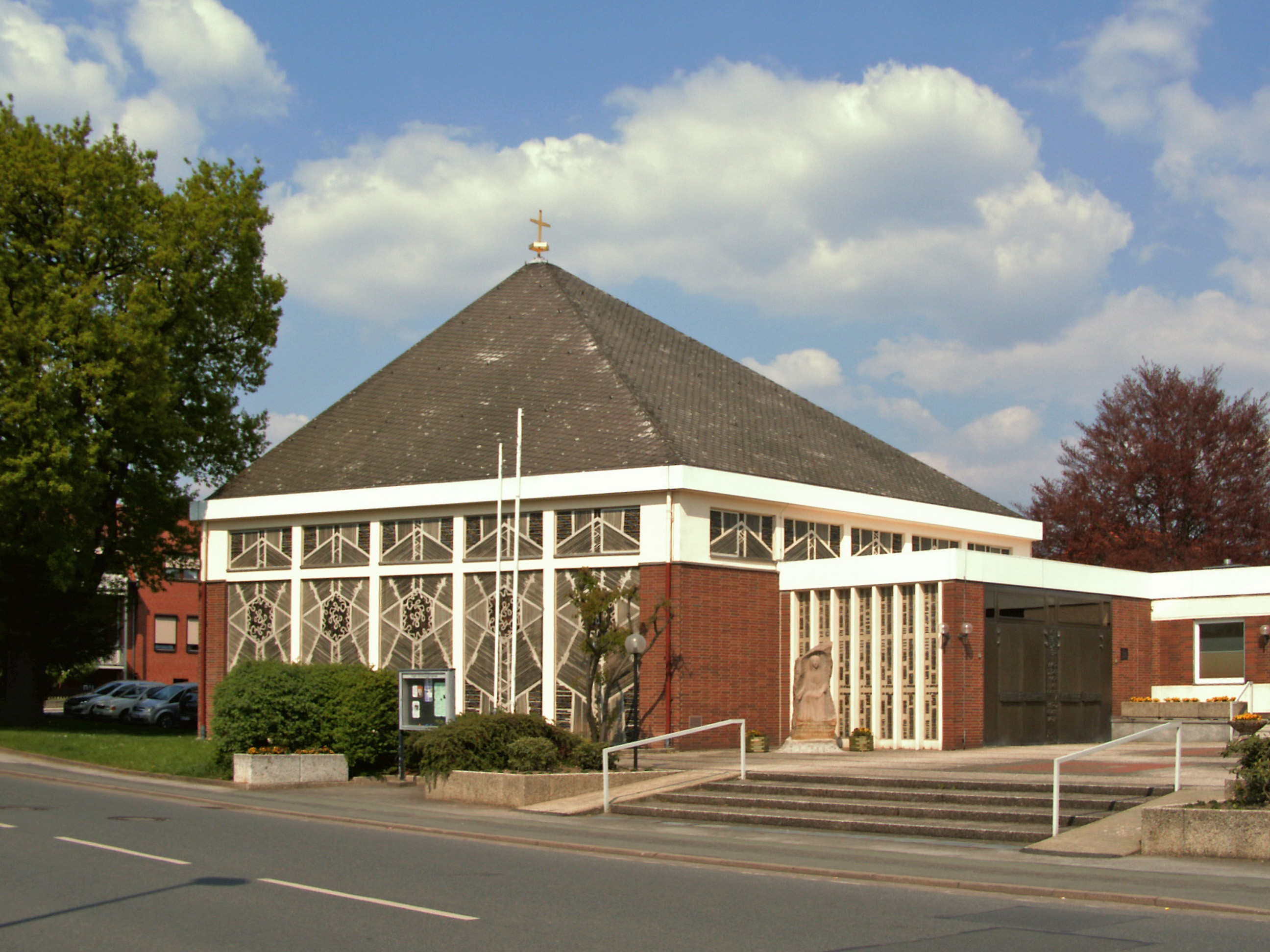
St.-Clemens-Kirche

## Politik

### Stadtrat
Der Rat der Stadt Bockenem besteht aus 24 Ratsfrauen und Ratsherren. Dies ist die festgelegte Anzahl für eine Gemeinde mit einer Einwohnerzahl zwischen 9.001 und 10.000 Einwohnern. Die Ratsmitglieder werden durch eine Kommunalwahl für jeweils fünf Jahre gewählt. Neben den 24 in der Gemeinderatswahl gewählten Mitgliedern ist außerdem der hauptamtliche Bürgermeister im Rat stimmberechtigt.
Aus dem Ergebnis der Kommunalwahl 2021 ergab sich folgende Sitzverteilung:
| Stadtrat 2021Insgesamt 24 Sitze - SPD: 9 - Grüne: 2 - CDU: 11 - Unab.: 1 - UWG: 1 |

### Bürgermeister
Zum hauptamtlichen Bürgermeister wählte die Bevölkerung Rainer Block (parteilos).

### Ortsrat
Der Ortsrat, der die Kernstadt von Bockenem vertritt, setzt sich aus neun Mitgliedern zusammen. Die Ratsmitglieder werden durch eine Kommunalwahl für jeweils fünf Jahre gewählt.
Bei der Kommunalwahl 2021 ergab sich folgende Sitzverteilung:
| Ortsrat 2021Insgesamt 9 Sitze - SPD: 4 - CDU: 4 - UWG: 1 |

### Wappen
| Wappen von Bockenem | Blasonierung: „Gespalten von Gold und Rot, überdeckt mit einem unten gezinnten silbernen Schrägbalken.“ |
| Wappen von Bockenem | Wappenbegründung: Die Grafen von Wohldenberg erbten um 1225 von den Grafen von Werder die Hoheitsrechte über Bockenem und erhoben es 1300 zur Stadt. Seit 1314 war das Hochstift Hildesheim der Ortsherr. Das große Stadtsiegel des beginnenden 14. Jahrhunderts enthält einen Bildstock mit der Mutter Gottes in gotischer Nische, den rechts die heilige Katharina (mit Rad), links der heilige Pankratius (mit Schwert) berühren; dieser war Patron der 1234 erwähnten Ortskirche. Am Fuß der Säule lehnt ein Schild mit dem Wappen der Wohldenberg, das einen sogenannten Turnierkragen in Form des unten gezinnten Balkens zeigt. Er ist im Stadtwappen anstatt rot aber silbern. Gold und Rot stammen aus dem Hildesheimer Stiftsschild. |

### Flagge
Die Flagge ist gelb - rot (1:1) gestreift und mittig mit dem Wappen der Stadt belegt.

### Dienstsiegel
Das Dienstsiegel enthält das Wappen mit der Umschrift „Stadt Bockenem, Landkreis Hildesheim“.

### Städtepartnerschaften
Partnerschaften zu anderen Städten bestehen mit dem britischen Thornbury, dem polnischen Zawadzkie und mit Güntersberge in Sachsen-Anhalt im Ostharz.

## Kultur und Sehenswürdigkeiten

### Bauwerke
Als Fachwerkstadt mit einer Bausubstanz, die fast durchweg aus der Zeit nach dem Stadtbrand von 1847 stammt, ist Bockenem seit 1990 Mitglied im Städteverband Deutsche Fachwerkstraße. Hier ist sie eine Etappe auf der Regionalstrecke „Von der Elbe zum Harz“.
Die herausragenden Sehenswürdigkeiten in der historischen Altstadt sind der Buchholzmarkt, die Stadtkirche St. Pankratius, das Turmuhren- und Glockenmuseum, die ehemalige Superintendentur und im Straßenzug Winkel (den der Stadtbrand von 1847 verschont hatte) die Heiliggeistkapelle und das daneben stehende vormalige Beguinenhaus.
Die gotische Hallenkirche St. Pankratius entspricht in ihrer äußeren Gestalt dem am 16. September 1403 geweihten Gotteshaus. Beim Stadtbrand des Jahres 1847 stark beschädigt, erfolgte der Wiederaufbau 1850, die letzte Renovierung 2013/14.
Die vormalige Superintendentur (Kirchhof 2) ist das älteste profane Anwesen der Stadt. Das Fachwerkgebäude stammt aus dem Jahr 1523 mit einem Anbau aus 1584. Der mit reichem Balkenschnitzwerk und mit in verschiedenen Mustern gesetzten Gefachen versehene Bau steht ebenso wie große Teile der gesamten Altstadt unter Denkmalschutz. In dem Gebäude wohnte 1626 im Dreißigjährigen Krieg der kaiserliche General Tilly und später wahrscheinlich auch Wallenstein.
Im Südwesten der Altstadt lag das ehemalige mittelalterliche Dorf. Auf seinem Platz entstanden um 1350 die Heiliggeistkapelle und das Beguinenhaus, in dem bis in die jüngste Zeit hinein ältere alleinstehende Frauen lebten.
Bedeutende Sehenswürdigkeiten der umliegenden dörflichen Ortschaften bestehen mit dem historischen Hochofen auf der ehemaligen Wilhelmshütte in Bornum, dem vormaligen Schloss in Volkersheim, in dem ein DRK-Seniorenheim untergebracht ist. Naturkundlich bemerkenswert sind der Dillsgraben nordwestlich von Königsdahlum, der als größter Erdfall in Niedersachsen gilt, und die tausendjährigen Linde auf dem Thieplatz in Upstedt.

Sehenswürdigkeiten in Bockenem
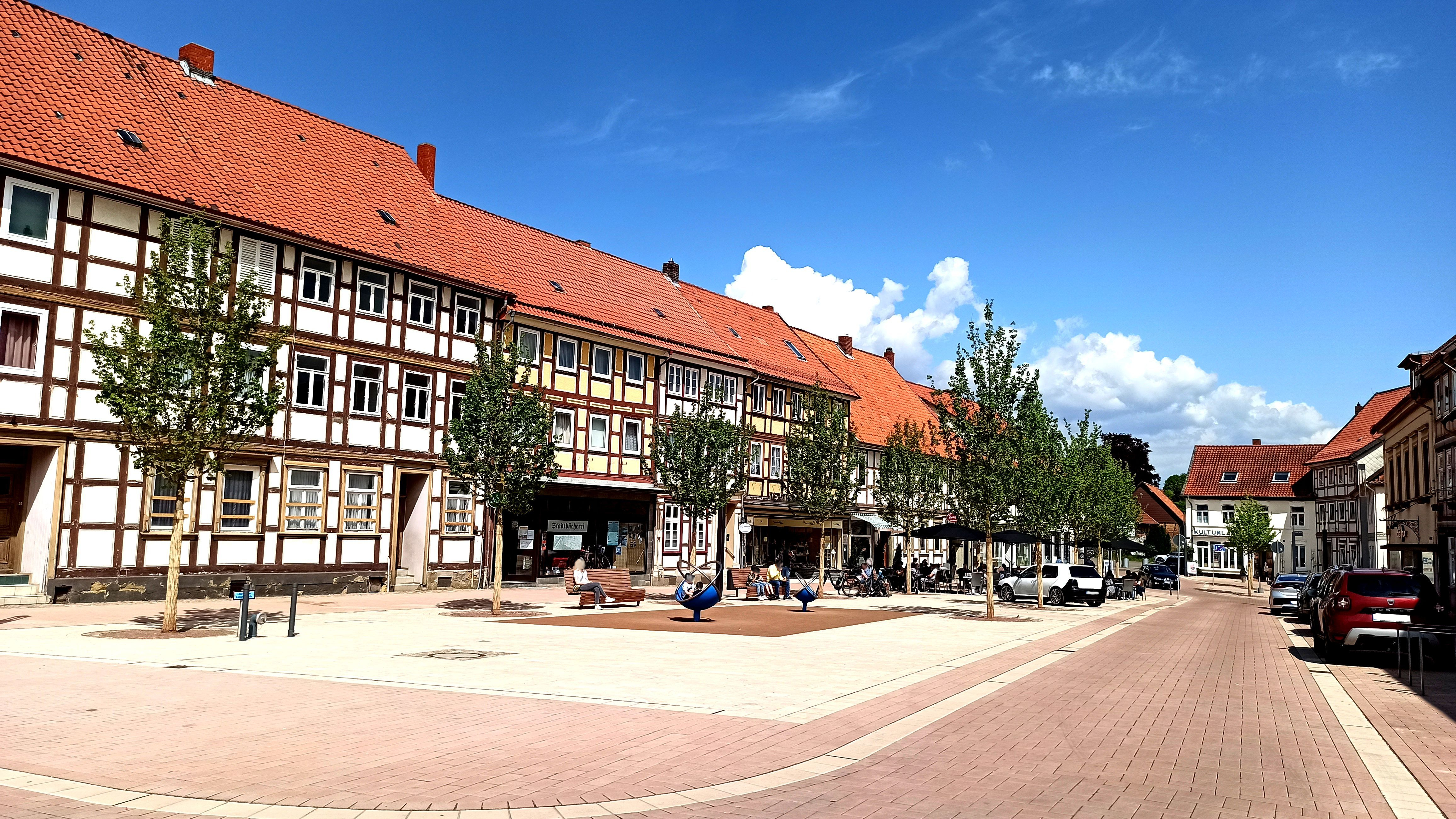
Der Buchholzmarkt in Bockenem nach dem Umbau
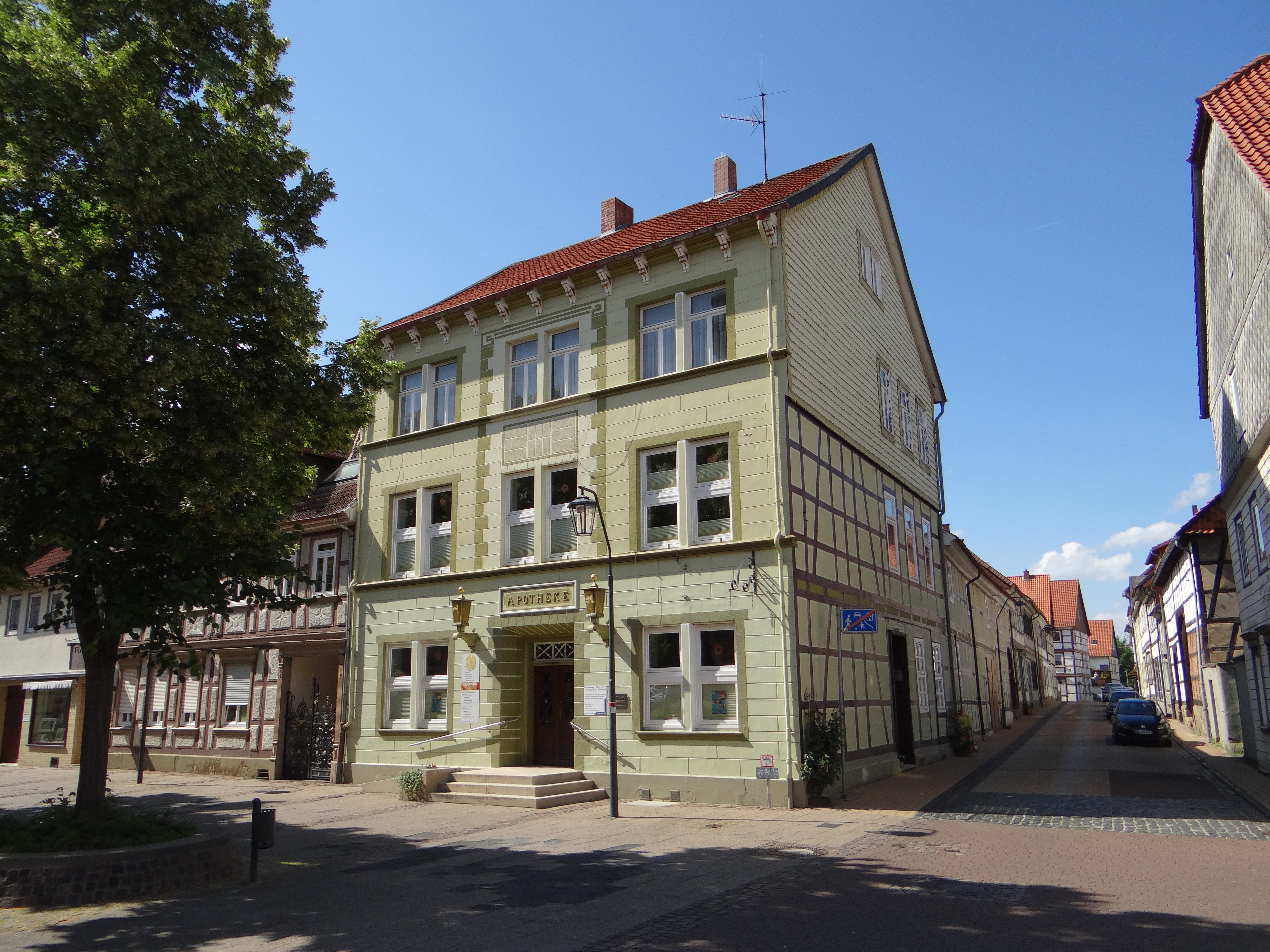
Alte Apotheke am Buchholzmarkt
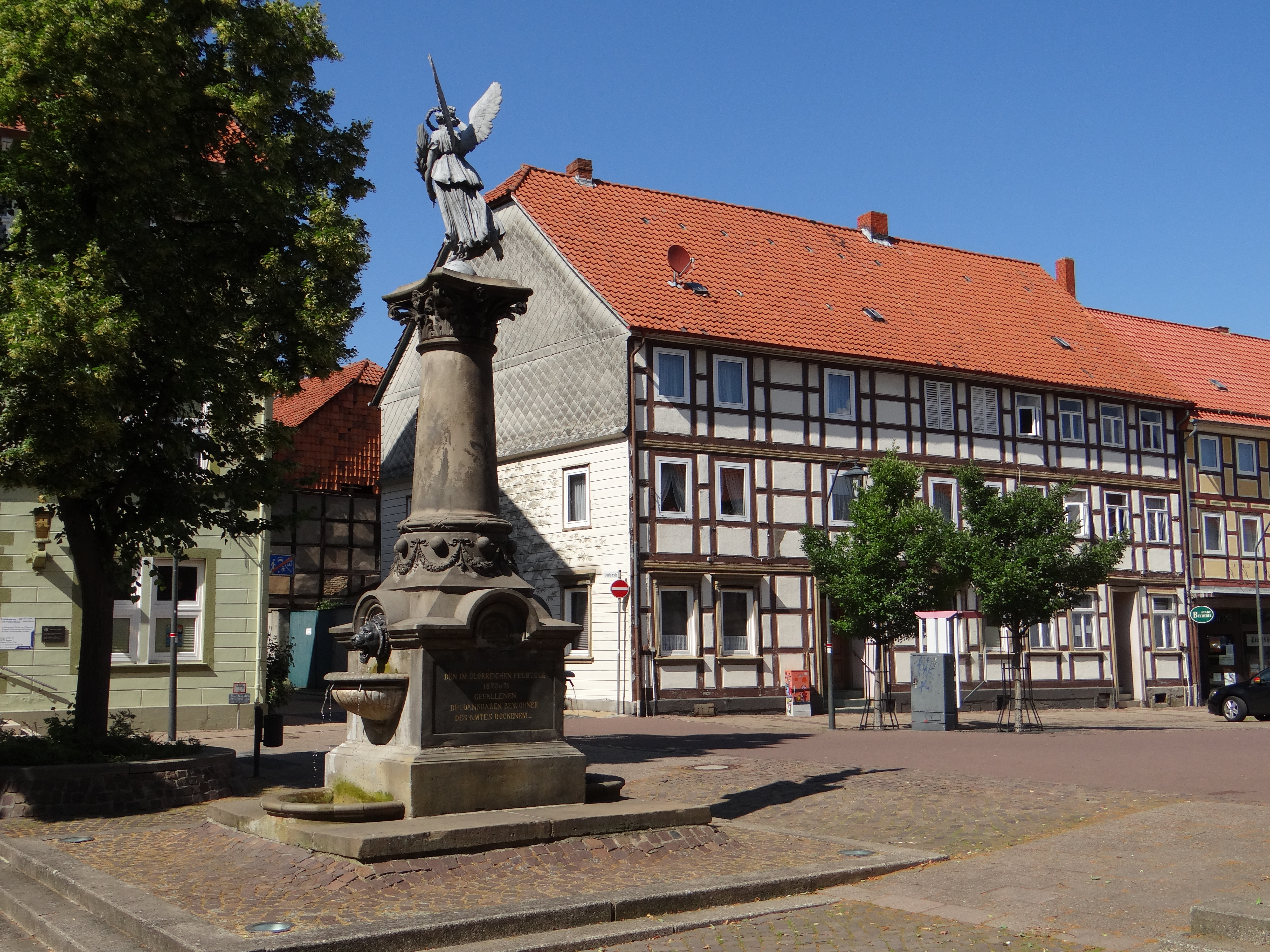
Gefallenenehrenmal 1870/71 auf dem Buchholzmarkt
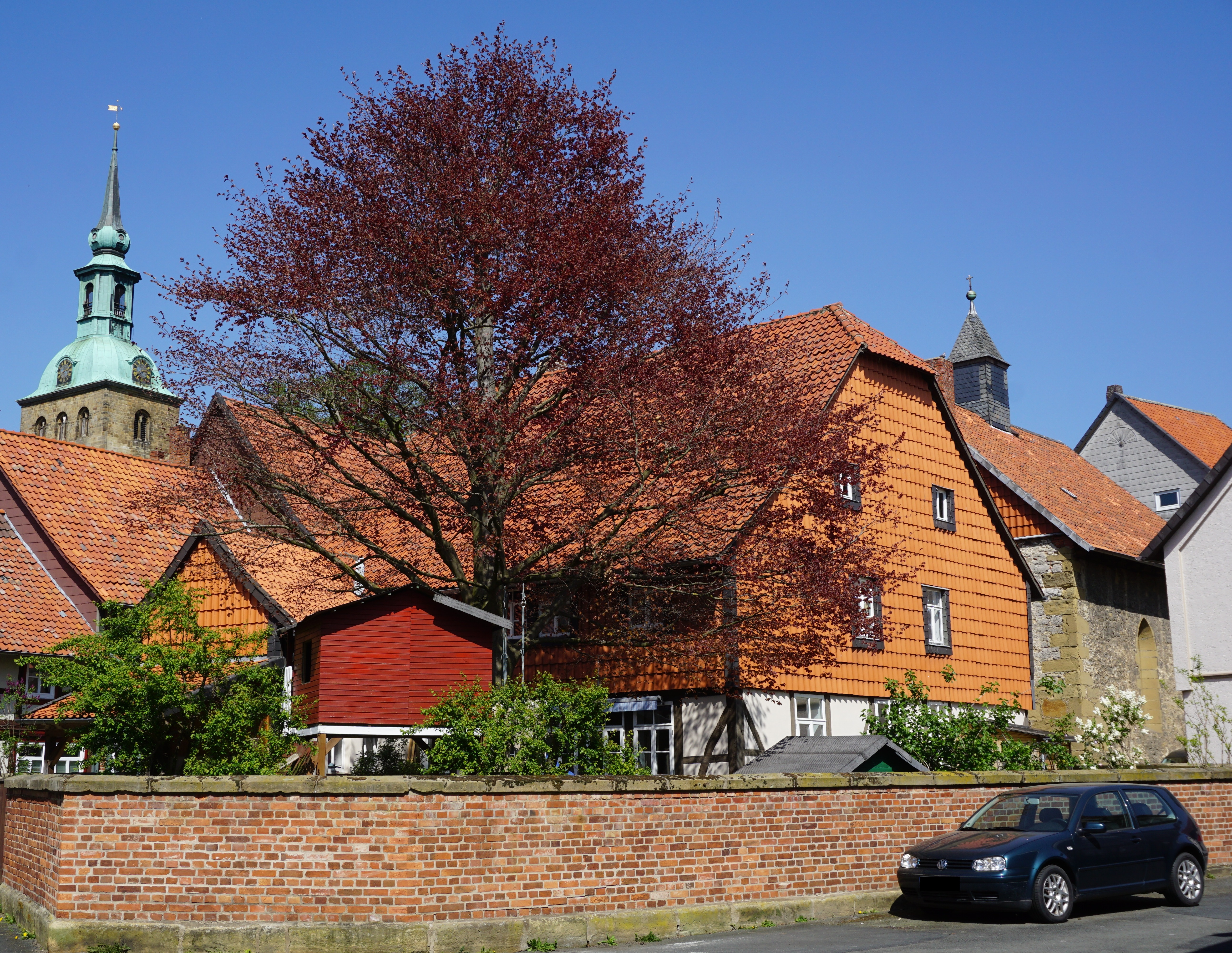
Beguinenhaus im Winkel
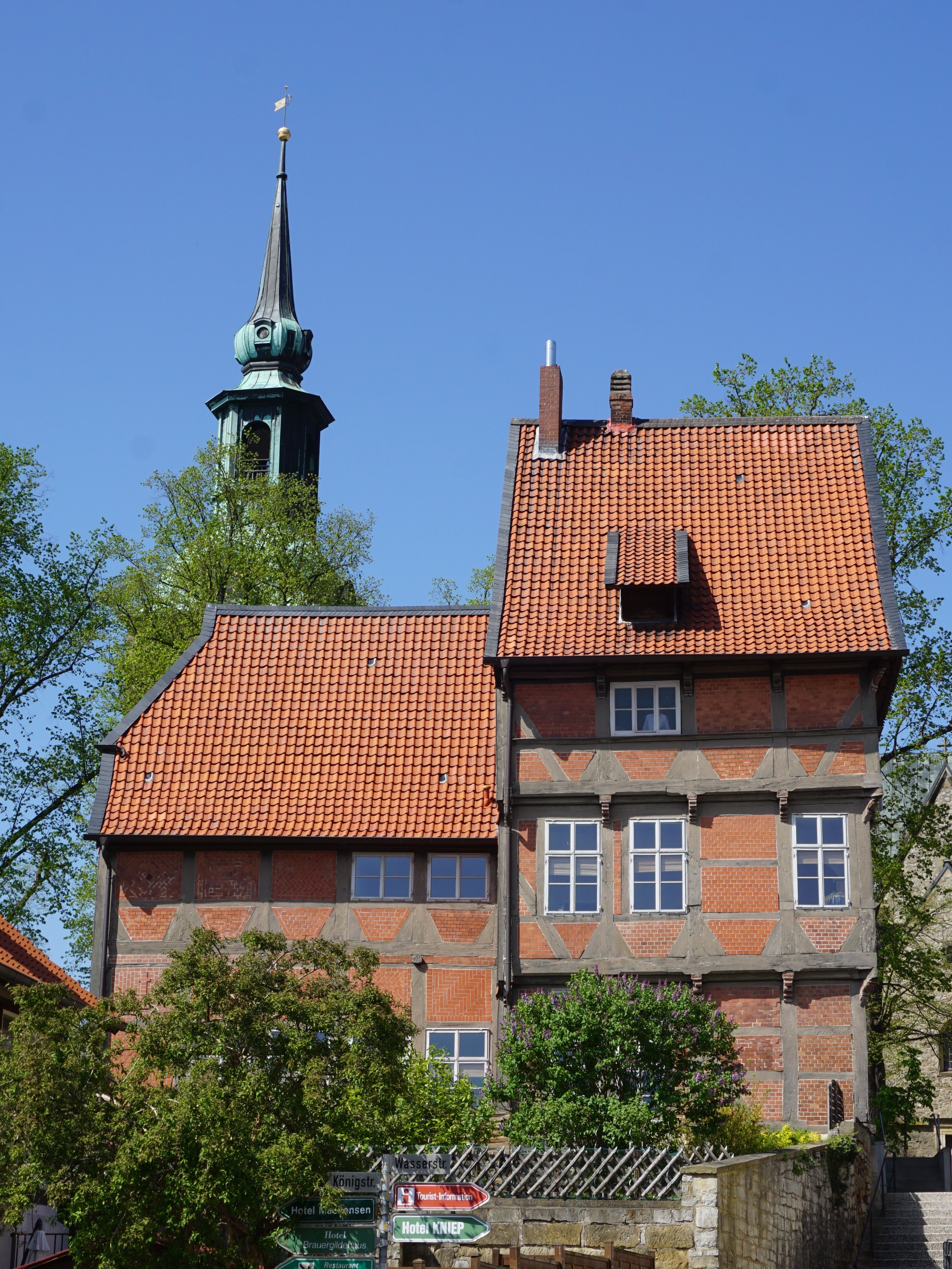
Superintendentur am Kirchhof

### Museum der Zeit

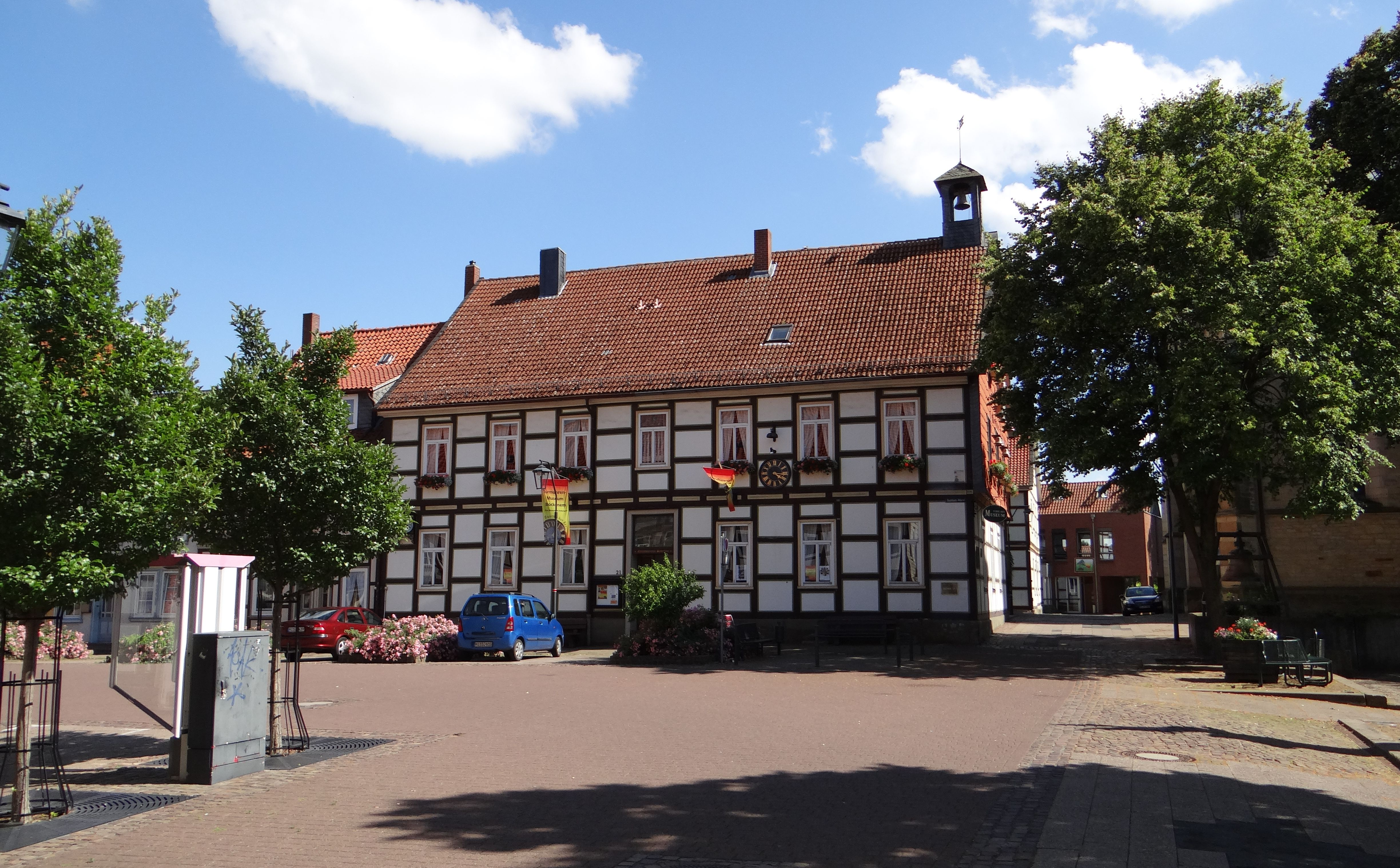
„Museum der Zeit“ am Markt

Das „Museum der Zeit“ am Buchholzmarkt zeigt Exponate aus der Produktion der vormaligen Bockenemer Turmuhren- und Glockenfabrik J. F. Weule.

### Regelmäßige Veranstaltungen
Regelmäßige Kulturveranstaltungen in der Stadt organisiert der Kulturladen am Markt, und bedeutsam sind die Kirchenmusiken in St. Pankratius, besonders die Konzerte auf der großen Engelhardt-Orgel. Das alljährliche Marktgeschehen beinhaltet einen großen Markt zu Martini im November, zur Adventszeit das Weihnachtsdorf und im April einen Frühjahrsmarkt. In jedem ungeraden Jahr gibt es die Bockenemer Hansetage und alle fünf Jahre in einem anderen Dorf die Ambergautage. Eine große Resonanz finden auch die in jedem zweiten Jahr durchgeführten Ambergauer Feldtage.

## Wirtschaft und Infrastruktur

### Unternehmen
Die ökonomische Struktur der Stadt wird in wesentlichem Maße von den Industrieunternehmen Meteor, Betonbau, Indunorm und HAW-Linings in Bornum bestimmt. Die Meteor Elastomer Solutions GmbH (ehem. Toyoda Gosei Meteor) beschäftigt ca. 1100 Arbeitnehmer und produziert hauptsächlich Dichtungssysteme aus Kautschuk für die Automobilindustrie. Betonbau liefert diverse Raumzellen aus Beton mit einem Schwerpunkt auf Transformatorenstationen. Die Firma beschäftigt 200 Arbeitskräfte. Indunorm fertigt Maschinenbauteile, beschäftigt ca. 100 Personen, und HAW-Linings in Bornum ist auf dem Gebiet des Korrosionsschutzes von Großbehältern und Kesselwagen tätig. Der Betrieb beschäftigt etwa 200 Personen.
Weiterhin weist die Stadt einige mittelständische Unternehmen, zahlreiche Dienstleistungsbetriebe und ein breitgefächertes Handwerk auf. Es besteht ein Industrie- und autobahnnah ein weiträumiges Gewerbegebiet mit zusätzlichen Erweiterungs- und Ansiedlungsmöglichkeiten.
Den Großteil der Beschäftigten auf dem Arbeitsmarkt stellen die gewerblichen Arbeitnehmer. Das Umland der Stadt ist geprägt durch die Landwirtschaft.

### Verkehr

#### Straßenverkehr
Bockenem liegt an der Bundesstraße 243 und besitzt einen nach dem Ort benannten Anschluss an die Bundesautobahn 7. Die Großräume Hannover und Braunschweig im Norden sind über die Autobahn 60 bzw. 45 Kilometer entfernt. Nach Göttingen im Süden sind es 65 Autobahnkilometer. 

#### Schienenverkehr
Auf der streckenweise stillgelegten Bahnstrecke Derneburg–Seesen findet zwischen Bornum und Derneburg noch der Werksverkehr des Unternehmens HAW-Linings statt. Hier verkehrt zudem einige Male pro Jahr ein historischer Dampfzug als Museumseisenbahn.
Der Bahnhof Bockenem (Kürzel: HBOC) wird seit 1990 nicht mehr durch den Schienenpersonennahverkehr bedient. Er verfügte in den 1960er-Jahren über einen Passagiersteig auf westlicher Seite, zwei Laderampen für den Güterverkehr und ein Anschlussgleis der Zuckerfabrik Bockenem. Am 9. September 2019 beschloss der Rat der Stadt Bockenem, die Reaktivierung des Bahnhofs für den Schienenpersonennahverkehr zu fordern.

### Infrastruktur
Es besteht eine Oberschule bis hin zur Klasse 10. Die Kernstadt selbst weist zwei Kindergärten auf, und in den dörflichen Ortschaften gibt es vier Kindertagesstätten. Die medizinische Versorgung besteht aus Arzt- und Zahnarztpraxen, Apotheken, einer Diakoniestation und weiteren Pflegeangeboten. Es gibt in der Kernstadt drei und auf den Dörfern weitere drei Seniorenheime, alle mit Pflegeeinrichtung. Die Stadt besitzt mehrere Sportanlagen und unterhält ein weithin bekanntes Freibad.

## Persönlichkeiten
- Karl-Heinz Bädje, geboren am 27. März 1917; er starb am 1. März 1998. Ehrenbürger der Stadt 1991 und Gründer des Unternehmens Meteor.
- Friedrich Buchholz, Bürgermeister der Stadt Bockenem von 1827 bis 1865, dort auch als Rechtsanwalt tätig. Geboren am 9. Mai 1802 in Hildesheim, Studium der Rechtswissenschaften an der Georg-August-Universität Göttingen, dort 1823 zum Dr. jur. promoviert. In seine Amtszeit fiel der Wiederaufbau Bockenems nach dem schweren Brand am 9. April 1847. Verfasser der 1843 erschienenen Geschichte von Bockenem (Reprint 1975). Am 6. Februar 1865 in Bockenem verstorben. Nach ihm wurde der zentral gelegene Buchholzmarkt benannt.
- Franz von Cramm, geboren am 4. Januar 1610 auf Schloss Volkersheim. Hofbeamter und Mitglied der Fruchtbringenden Gesellschaft.
- Am 15. April 1809 wurde in Bockenem der Maler Ernst Deger, geboren. Bedeutender Kirchenmaler, vor allem im Rheinland.
- Rolf Koppe, geboren am 21. August 1941 in Mahlum, lutherischer Theologe und Pastor
- Am 30. März 1903 wurde in Volkersheim der Mathematiker und Physiker Rudolf Karl Lüneburg geboren. Er war Hochschullehrer an verschiedenen Universitäten in den Vereinigten Staaten und ist Namensgeber der retroreflektierenden Lüneburg-Linsen.
- Am 5. Januar 1908 wurde in Bockenem der Geologe Hans-Joachim Martini geboren, nach ihm wurde die Professor-Martini-Straße in Bockenem benannt.
- Henriette Schrader-Breymann, geboren am 14. September 1827 in Mahlum. Wegbereiterin des Kindergartenwesens in Deutschland und frühe Frauenrechtlerin.
- Johann Schwartzkopff, geboren am 28. November 1596 in Bockenem. Jurist an der Universität Helmstedt und ab 1646 Kanzler im Herzogtum Braunschweig.
- Johann Friedrich Weule, geboren am 19. April 1811 in Alt Wallmoden; gestorben am 12. Oktober 1897 in Bockenem. Gründer der Turmuhren- und Glockenfabrik J. F. Weule.